# Fatih Arda İpcioğlu
Fatih Arda İpcioğlu, né le 28 septembre 1997 à Erzurum, est un sauteur à ski turc.

## Biographie
Sa carrière internationale commence en 2012 avec des participations dans la Coupe FIS.
En 2016, il est sélectionné pour les Championnats du monde junior à Rasnov et marque ses premiers points dans la Coupe continentale, où il réussit deux douzièmes places sur le tremplin de sa ville d'origine, Erzurum en 2017.
Il est le porte-drapeau turc lors des Jeux olympiques d'hiver de 2018 à Pyeongchang. Il s'y classe 56e et 57e des qualifications pour les compétitions individuelles, insuffisant pour passer en phase finale.

## Palmarès

### Jeux olympiques
| Épreuve / Édition | Pyeongchang 2018 | Pékin 2022 |
| Petit tremplin    | 57e              | 36e        |
| Grand tremplin    | 56e              | 40e        |

### Championnats du monde de vol à ski
| Édition / Épreuve       | Individuel | Par équipes |
| ----------------------- | ---------- | ----------- |
| Mondiaux 2022 Vikersund | 35e        | -           |

### Coupe du monde
- Meilleur classement général : 60e en 2023.
- Meilleur résultat individuel : 29e.

#### Différents classements en Coupe du monde
| Année     | Classement général final |
| 2021-2022 | 74e                      |
| 2022-2023 | 60e                      |